# محمدعلی علومی
محمّدعلی علومی (۱۶ فروردینِ ۱۳۴۰ – ۱۶ اردیبهشتِ ۱۴۰۳) نویسنده، اسطوره‌شناس، پژوهشگر و طنزپرداز معاصر ایرانی بود.

## زندگی
محمدعلی علومی، زاده‌‌ی ۱۶ فروردین ۱۳۴۰ در بم بود. او از دهه‌ی شصت فعالیت روزنامه‌نگاری خود را در روزنامه‌ی اطلاعات آغاز کرد و از دهه‌ی هفتاد به‌طور جدّی‌تر وارد حوزه‌ی ادبیات داستانی و فرهنگ مردم شد. از رمان‌های او می‌توان به سوگ مغان، آذرستان، ظلمات، اندوهگرد، پریباد، داستان‌های غریب مردمان عادی، هزار و یک شب نو، خانه‌ی کوچک و عطای پهلوان اشاره کرد. علومی فارغ‌التحصیل رشته‌ی علوم سیاسی دانشکده حقوق و علوم سیاسی دانشگاه تهران بود.
او به‌طور خودآموز، اصول داستان‌نویسی را از کتاب‌های آموزشی معدود آن دوران فرا گرفت و در واقع اولین آموزگارانش مردم عادی کوچه و بازار، روستایی‌ها و عشایر بودند. در سال ۷۰، با گردآوری قسمتی از فرهنگ مردم استان کرمان در ماهنامه‌ی ادبی-فرهنگی ادبستان مشغول به کار شد و در عین حال چندین سال بخش آموزش داستان‌نویسی را در مجلّه‌ی جوانان بر عهده داشت. در همان سال‌ها شاگرد سید ابوالقاسم انجوی شیرازی (مشهور به پدر فرهنگ مردم) بود و آخرین مصاحبه‌ی مطبوعاتی را با او انجام داد که در ماهنامه‌ی ادبستان منتشر شد. علومی که با لهجه‌ی بمی صحبت می‌کرد، مدّت‌ها در تهران با دوست و هم‌شهری هنرمندش ایرج بسطامی (خواننده‌ی اهل بم) هم‌خانه بود. داستان کوتاه «بمانی» نیز اثر اوست که در آخرین شماره‌ی ماهنامه‌ی «فرجاد» در اواخر دهه‌ی ۶۰ یا اوائل دهه‌ی ۷۰ خورشیدی چاپ شد.
رمان «آذرستان» وی در سال ۷۷ کتاب برگزیده‌ی سال از سوی وزارت ارشاد وقت و رمان طنز «شاهنشاه در کوچه‌ی دلگشا» برنده‌ی جایزه‌ی «سی سال رمان طنز ایران» شد. علومی در چندین دوره‌ی جشنواره‌های سراسری طنز، در بخش داستان داور بود؛ او عهده‌دار داوری اولین جشنواره‌ی سراسری داستان بیهقی نیز بوده است. او هم‌چنین دبیر جشنواره‌ی سراسری طنز و کاریکاتور بم در سال ۸۴ بود.

## آثار پژوهشی
در زمینهٔ پژوهش‌های مربوط به طنز، علومی بنا به توصیه استاد عمران صلاحی تاکنون این آثار را منتشر کرده است:
1. طنز در آمریکا (جلد اول) با داستان‌هایی از طنزنویسان مشهور آمریکا مانند مارک توین، ویلیام سارویان، جیمز تربر، ارسکین کالدول به همراه نقد و بررسی آنها
2. طنز در مثنوی مولانا جلال الدین
3. انواع طنز در گلستان سعدی
4. طنز و شیوه‌های داستانی در بوستان
5. طنز در دورهٔ پهلوی با نقد و بررسی آثار طنزنویسان آن زمان
6. طنز ایران از مشروطه به بعد (جلد اول)
7. بررسی انواع طنز در خارستان اثر حکیم قاسمی کرمانی
8. داستان طنز جدید در ایران
9. قصهٔ اساطیر

## آثار داستانی
برخی آثار داستانی علومی اعم از رمان و داستان کوتاه از این قرار است:
1. ظلمات
2. داستان‌های غریب، مردمان عادی (مجموعه داستان)
3. گذر از کوه کبود
4. سوگ مغان (رمان)[۳]
5. خانه کوچک (رمان)
6. شاهنشاه در کوچهٔ دلگشا؛ وقایع‌نگاری (و ایضاً سیاه‌بازی)
7. آذرستان
8. پریباد
9. امیر ساباط https://aamout.ir/product/detail/20603/%D8%A7%D9%85%DB%8C%D8%B1-%D8%B3%D8%A7%D8%A8%D8%A7%D8%B7